# Zjenskaja sobstvennost
Zjenskaja sobstvennost (russisk: Женская собственность, da.: Kvinders ejendom) er en russisk spillefilm fra 1999 instrueret af Dmitrij Meskhijev.

## Medvirkende
- Konstantin Khabenskij - Andrej Kalinin
- Jelena Safonova - Jelizaveta Kamenskaja
- Aleksandr Abdulov - Sazonov
- Amalia Mordvinova - Olga
- Nina Usatova - Raika